# Hans van de Waarsenburg
Johannes (Hans) Paul Richard Theodorus van de Waarsenburg (Helmond, 21 juli 1943 – Maastricht, 15 juni 2015) was een Nederlands dichter en literatuurcriticus. 
Het grootste deel van zijn leven, sinds 1966, werkte en woonde hij in de Maastrichtse wijk Oud-Caberg. Hij was onder andere leerkracht aan de Nutsschool "Pierre Kemp".
Hij debuteerde in 1965 met de bundel Gedichten. Voor zijn poëziebundel De Vergrijzing ontving hij in 1973 de Jan Campert-prijs. Naast poëzie schreef hij diverse kinderboeken. Ook maakte hij radioprogramma's over literatuur en beeldende kunst en werkte hij als literair recensent. 

Van 1988 tot 1994 maakte Van de Waarsenburg als kroonlid deel uit van de Raad voor de Kunst, afdeling Letteren.
Later werd hij voorzitter van het PEN-Centrum voor Nederland (1995-2000), een afdeling van de internationale schrijversorganisatie PEN. 
Tussen 2007 en 2015 was hij voorzitter van de Stichting Eva Tas, een organisatie met als hoofddoel ondersteuning en verspreiding van zowel geschreven teksten als documentaires die zijn getroffen door censuur.

Van de Waarsenburg werd in 1997 mede-oprichter en voorzitter van The Maastricht International Poetry Nights, een grote tweejaarlijkse, internationale poëziemanifestatie die in oktober 2014 voor de tiende keer plaatsvond. Tijdens die officieel laatste editie in dat jaar kreeg hij voor zijn festivalwerk de Hans Berghuisstok voor poëzie, geïnitieerd door de Gemeente Maastricht en de Maastricht International Poetry Nights.
Zijn geboortestad eerde de dichter in 2004 met de (eerste) Oeuvreprijs van de gemeente Helmond. Voor zijn organisatorische en letterkundige verdiensten ontving hij in 2008 uit handen van toenmalig burgemeester Gerd Leers een koninklijke onderscheiding: Ridder in de Orde van Oranje-Nassau.
Poëzie van Hans van de Waarsenburg is vertaald in onder andere het Duits, Engels, Spaans/Mexicaans en een aantal Slavische talen. 
Als dichter/mede-organisator was hij ook langdurig betrokken bij literaire activiteiten en poëziefestivals in Europa en andere delen van de wereld.  
Van zijn gedichten zijn er vele bibliofiel uitgegeven. 
Een vaak genoemd voorbeeld van dit laatste genre is het in oktober 2007 voltooide multi-mediaproject • Canto Ostinato: Het oneindige lied • Canto interminable • The Unending Song. Een gedicht, geïnspireerd door een muziekstuk van de componist Simeon ten Holt, met Spaanse en Engelse vertalingen van Pura Lopez Colome en Peter Boreas. Twee etsen van de kunstenaar Jörg Remé vormden daarbij de illustratie. De publicatie van Het Oneindige Lied verscheen, in beperkte oplage, ook als bijzonder grafisch kleinood: met fraai, verzorgd drukwerk.